# Juan Pablo Di Pace
Juan Pablo Di Pace (* 25. Juli 1979 in Buenos Aires) ist ein argentinischer Schauspieler.

## Leben
Di Pace wurde im Juli 1979 in Buenos Aires, Argentinien, als Sohn von Marta Maineri und Victorio Di Pace geboren. Seine Schwester María Victoria ist ebenfalls als Schauspielerin aktiv. Im Alter von zwölf zog er mit seiner Familie nach Spanien. Di Pace spricht fließend Spanisch, Italienisch und Englisch. Mit 17 erhielt er ein Stipendium des United World College of the Adriatic in Duino-Aurisina (Italien). Er zog nach London, um an der London Studio Centre Schauspiel zu studieren. Insgesamt lebte er zehn Jahre lang dort. Er wirkt jahrelang in Theaterstücken mit, unter anderem in Chicago und Grease.
Erste Aufmerksamkeit erlangte Di Pace 2004 mit dem Musikvideo zu Eric Prydz’ Hit Call On Me. Im Video war er der einzige Mann unter den Aerobicgirls. Seine Schauspielkarriere begann er in der britischen Krimiserie New Tricks – Die Krimispezialisten. In Großbritannien wurde er durch die schottische Seifenoper River City bekannt. Darin spielte er 2006 die Nebenrolle des Luca Rossi. In den darauffolgenden Jahren war er in verschiedenen Gastauftritten von britischen und spanischen Serien zu sehen. Sein Internationaler Durchbruch gelang ihm mit dem Erotikthriller Gestrandet im Paradies (2005) und mit dem Musical Mamma Mia! (2008).
2013 war er in einer Nebenrolle als Miguel Santos in der kurzlebigen NBC-Fernsehserie Camp zu sehen. Im selben Jahr wurde er für eine Hauptrolle in der Fernsehserie Dallas, der Fortsetzung der gleichnamigen Fernsehserie aus den 1980er-Jahren, verpflichtet. Dort war er von Februar bis September 2014 in der Rolle des Nicolás Treviño zu sehen. Von 2016 bis 2020 war er in der von Netflix produzierten Serie Fuller House zu sehen.

## Filmografie (Auswahl)
- 2005: New Tricks – Die Krimispezialisten (New Tricks, Fernsehserie, Episode 2x07)
- 2005: Mile High (Fernsehserie, Episode 2x23)
- 2005: Gestrandet im Paradies (Survival Island)
- 2006: River City (Seifenoper)
- 2006: The Catherine Tate Show (Fernsehserie, Episode 3x02)
- 2008: Mamma Mia!
- 2010: Supercharly (Fernsehserie, 6 Episoden)
- 2011: Física o química (Fernsehserie, 7 Episoden)
- 2013: Camp (Fernsehserie, 5 Episoden)
- 2014: Dallas (Fernsehserie, 15 Episoden)
- 2016–2020: Fuller House (Fernsehserie, 69 Episoden)
- 2023: The Mattachine Family
- 2024: Duino (auch Regie und Drehbuch)